# To Be Kind
To Be Kind là album phòng thu thứ mười ba của ban nhạc experimental rock người Mỹ Swans, phát hành ngày 12 tháng 5 năm 2014. Nó được phát hành dưới dạng LP gấp ba, CD đôi, và hai CD deluxe edition bao gồm một DVD trực tiếp buổi biểu diễn tại Hellfest Open Air Festival, Pitchfork Music Festival và Primavera Sound, cũng như dưới dạng tại kỹ thuật số. Tiếp nhận phê bình của album cực kỳ tích cực, tiếp tục một chuỗi các album được đánh giá cao của ban nhạc. Album đạt vị trí số 37 trên bảng xếp hạng Billboard 200, và sau đó ở vị trí số 38 trên UK Albums Chart. Đều là vị trí cao nhất Swans đạt được trên bảng xếp hạng, và là lần đầu tiên ban nhạc đặt chân vào top 40.

## Hậu trường
Album được sản xuất bởi Michael Gira và thu âm bởi John Congleton tại Sonic Ranch ở Tornillo, Texas, cách 30 dặm từ El Paso và tại Congleton's studio ở Dallas. Swans lui tới Sonic Ranch tháng 10 năm 2013 và bắt đầu thu âm ngay sau đó, họ hoàn tất việc hòa âm tại Congleton vào tháng 12. Hầu hết nhạc phẩm được phát triển khi họ đi tour năm 2012 và 2013. Album có sự xuất hiện của các nghệ sĩ khách mời đặc biệt gồm St. Vincent, Cold Specks, Little Annie và Bill Rieflin. Ngày 21 tháng 3, bài hát "A Little God in My Hands" và bìa album được tiết lộ. Bob Biggs làm sáu hình ảnh đầu em bé cho bìa album.

## Tiếp nhận đánh giá
| Đánh giá chuyên môn | Đánh giá chuyên môn  |
| Điểm trung bình     | Điểm trung bình      |
| Nguồn               | Đánh giá             |
| ------------------- | -------------------- |
| Metacritic          | 88/100 (35 đánh giá) |
| Nguồn đánh giá      |                      |
| Nguồn               | Đánh giá             |
| Allmusic            | [ 13 ]               |
| The A.V. Club       | A−                   |
| Clash               | 9/10                 |
| Drowned In Sound    | 10/10                |
| The Guardian        | [ 15 ]               |
| NME                 | 9/10                 |
| Pitchfork Media     | 9.2/10               |
| The Skinny          | [ 18 ]               |
| Uncut               | 8/10                 |
| Spin                | 9/10                 |
| The Needle Drop     | 10/10                |

Từ khi được phát hành, To Be Kind đã nhận được sự ca ngợi của các nhà phê bình đánh giá âm nhạc. Trên Metacritic, trên thang điểm 100, album nhận được điểm trung bình 88, dựa trên 35 bài đánh giá.

## Danh sách bài hát
Tất cả lời bài hát được viết bởi Michael Gira.
| Disc one         | Disc one                                  | Disc one                                                                        | Disc one   |
| STT              | Nhan đề                                   | Phổ nhạc                                                                        | Thời lượng |
| ---------------- | ----------------------------------------- | ------------------------------------------------------------------------------- | ---------- |
| 1.               | "Screen Shot"                             | Michael Gira                                                                    | 8:04       |
| 2.               | "Just a Little Boy (for Chester Burnett)" | Gira Christoph Hahn Thor Harris Christopher Pravdica Phil Puleo Norman Westberg | 12:39      |
| 3.               | "A Little God in My Hands"                | Gira                                                                            | 7:08       |
| 4.               | "Bring the Sun" / "Toussaint L'Ouverture" | Gira Hahn Harris Pravdica Puleo Westberg                                        | 34:05      |
| 5.               | "Some Things We Do"                       | Gira                                                                            | 5:09       |
| Tổng thời lượng: | Tổng thời lượng:                          | Tổng thời lượng:                                                                | 67:05      |

| Disc two         | Disc two         | Disc two                                 | Disc two   |
| STT              | Nhan đề          | Phổ nhạc                                 | Thời lượng |
| ---------------- | ---------------- | ---------------------------------------- | ---------- |
| 6.               | "She Loves Us!"  | Gira Hahn Harris Pravdica Puleo Westberg | 17:00      |
| 7.               | "Kirsten Supine" | Gira                                     | 10:32      |
| 8.               | "Oxygen"         | Gira                                     | 7:59       |
| 9.               | "Nathalie Neal"  | Gira                                     | 10:14      |
| 10.              | "To Be Kind"     | Gira Hahn Harris Pravdica Puleo Westberg | 8:22       |
| Tổng thời lượng: | Tổng thời lượng: | Tổng thời lượng:                         | 54:07      |

- The vinyl version was pressed incorrectly, leading "Oxygen" to be placed on side 5 before "Kirsten Supine" on the record, despite the packaging listing them in the correct order.

| 2CD+DVD Edition bonus videos (Live at Primavera 2013) | 2CD+DVD Edition bonus videos (Live at Primavera 2013) | 2CD+DVD Edition bonus videos (Live at Primavera 2013)                     | 2CD+DVD Edition bonus videos (Live at Primavera 2013) |
| STT                                                   | Nhan đề                                               | Phổ nhạc                                                                  | Thời lượng                                            |
| ----------------------------------------------------- | ----------------------------------------------------- | ------------------------------------------------------------------------- | ----------------------------------------------------- |
| 1.                                                    | "To Be Kind"                                          | Gira Hahn Harris Pravdica Puleo Westberg                                  | 20:41                                                 |
| 2.                                                    | "Just a Little Boy (for Chester Burnett)"             | Gira Hahn Harris Pravdica Puleo Westberg                                  | 10:46                                                 |
| 3.                                                    | "Coward"                                              | Gira Harry Crosby Ronaldo Gonzalez Jarboe Ivan Nahem Ted Parsons Westberg | 8:36                                                  |
| 4.                                                    | "She Loves Us"                                        | Gira Hahn Harris Pravdica Puleo Westberg                                  | 18:17                                                 |
| 5.                                                    | "Oxygen"                                              | Gira                                                                      | 7:17                                                  |
| 6.                                                    | "The Seer / Toussaint L'Ouverture"                    | Gira Hahn Harris Pravdica Puleo Westberg                                  | 45:35                                                 |
| Tổng thời lượng:                                      | Tổng thời lượng:                                      | Tổng thời lượng:                                                          | 111:10                                                |

## Bảng xếp hạng
| Bảng xếp hạng (2014)            | Vị trí cao nhất |
| ------------------------------- | --------------- |
| UK Albums Chart                 | 38              |
| US Billboard 200                | 37              |
| US Billboard Alternative Albums | 7               |
| US Billboard Independent Albums | 5               |
| US Billboard Top Rock Albums    | 10              |
| US Billboard Tastemaker Albums  | 3               |

## Lịch sử phát hành
| Vùng                  | Ngày                | Định dạng                          | Hãng đĩa          |
| --------------------- | ------------------- | ---------------------------------- | ----------------- |
| Toàn cầu (trừ Bắc Mỹ) | 12 tháng 5 năm 2014 | 2CD, 2CD+DVD, 3LP, tải kỹ thuật số | Mute Records      |
| North America         | 13 tháng 5 năm 2014 | 2CD, 2CD+DVD, 3LP, tải kỹ thuật số | Young God Records |